# 企画院
企画院（きかくいん、旧字体：企畫院、英語: The [Cabinet] Planning Board）は、日本における戦前期の内閣直属の物資動員・重要政策の企画立案機関である。

## 概要
前身
企画院の前身の1つは内閣調査局である。内閣調査局は、1935年（昭和10年）5月10日に設置された内閣総理大臣直属の国策調査機関である。のちに法制局長官の幹部となった森山鋭一らがいた。各省の革新官僚や陸軍の鈴木貞一、海軍の阿部嘉輔が参加、同時に設置された内閣審議会の庶務や電力国家管理案の具体化、産業合理化政策の各方面に渡る業務を担当した
。
「重要産業統制法」（1931年（昭和6年）7月公布）から始まり、五・一五事件を経て二・二六事件以後の陸軍内での統制派の勃興以後、所謂「新々官僚（新官僚）」の牙城・内閣調査局の権限は強まっていった。林内閣時代になると内閣調査局は、より強力な重要政策を立案する組織として、1937年（昭和12年）5月14日に企画庁に再編強化された(勅令第一九二号)。
企画院の発足
支那事変（盧溝橋事件）勃発後の同年10月25日に内閣資源局と統合し企画院が発足した。ここに誕生した企画院は、国家総動員機関と総合国策企画官庁としての機能を併せ持った強大な機関だった。企画院は、重要政策の企画立案と物資動員の企画立案を統合し、以後、戦時下の統制経済諸策を一本化・各省庁に実施させる機関となり、国家総動員法（1938年（昭和13年）5月5日施行）制定以来その無謬性を強めていくこととなる。満州国では国策会社の南満州鉄道、北支那開発などが経済的支配を強め、12月16日、満州の占領地を統括するための興亜院が設立された。
特に素人の軍部よりも予算や法に通じ・駆使する専門家たる官僚の力が強まり、実際の主導権は官僚側にあったとされる。岸信介と、財界・財閥を代表する小林一三との対立は、小林により岸が商工次官を更迭され、1941年（昭和16年）の企画院事件として和田博雄（農林省出身）らが共産主義者として検挙される事件にまでつながる。1943年（昭和18年）の「軍需会社法」により企業の利益追求が事実上否定され、1940年（昭和15年）12月に閣議決定された「経済新体制確立要綱」中の「資本と経営の分離（所有と経営の分離）を推し進め、企業目的を利潤から生産目的に転換すべき」とする政策の中心にいた商工省派遣・美濃部洋次、陸軍派遣・秋永月三（のち中将）らの念願は達成されたと、評論家・谷沢永一は書いている 。
単なる法律立案運用解釈のコンサヴァティブ・エンジニアではなくクリエーティブ・エンジニアを目指していたと言われるが、戦後、経済官僚は公職追放に対してもほぼ生き残り、戦前の強力な統制から一歩引き行政指導や許認可制度、予算手当てや優遇税制（政策減税）、補助金などを主たる原動力として、大蔵省や通産省または経済企画庁を主たる拠点として戦後の国家を担うプロデューサー・エージェントとして稼動した。
陸軍・大蔵・商工各省の影響下にあり、各省は優秀な者らを送り、彼らは所謂「革新官僚」として、日中戦争前後の戦時統制計画の立案を担ったが、「統制経済」の牙城として、初期には、吉田茂、奥村喜和男、松井春生らが参画、その後は、初代総裁に後藤新平を頂いていた南満州鉄道傘下満鉄調査部を経由した官僚として、経済将校として鳴らした石原莞爾と組んだ宮崎正義、佐々木義武、満洲国の経済体制造りに関わった者の中からは、岸信介（商工省）、椎名悦三郎（商工省）、美濃部洋次（商工省）、毛里英於菟（大蔵省）、星野直樹（大蔵省）らがいる。他に、迫水久常（大蔵省）、植村甲午郎（逓信省）、黒田鴻伍（商工省）、橋井真（商工省）、周東英雄（農林省）、竹本孫一（内閣）らが、民間からは企画院参与（勅任官）として高橋亀吉、調査官として美濃口時次郎らがいた。東條英機、武藤章、のちに興亜院幹部となった鈴木貞一、板垣征四郎らの軍人の関わりも指摘されている。
1943年（昭和18年）10月31日に企画院は廃止され、翌11月1日、企画院の業務は、総合国策及び行政考査、重要予算の統制権については内閣に、国家総動員については軍需省に、国土計画については内務省にそれぞれ移管された。内閣官房では、企画院総務室および第一部の主要事務を継承する官職として、内閣書記官長の指揮のもと、内閣参事官（内閣参事官室）が設置された。その後、企画院の復活が検討された結果、1944年（昭和19年）11月1日、内閣参事官を廃止して綜合計画局が設置された。長官には植場鉄三、秋永月三、関東軍参謀副長・池田純久、最後には迫水久常、元商工次官・村瀬直養らが就いた。その後、1945年（昭和20年） 8月31日に綜合計画局は廃止され、勅令第503号「内閣調査局官制」に基づき、同年9月1日に内閣総理大臣の管理下に内閣調査局が設置された。内閣調査局は、戦後経営に関する重要事項の調査および企画、並びに戦後経営に関する各庁事務の調整統一に関する事務を管掌し、上記業務を実施するに際し、関係各庁に調査または審査に関し必要な資料の提出、ないしはそれに関する説明を求めることができると規定されていた。内閣調査局には、長官・調査官等が置かれていた。
1945年（昭和20年）11月22日公布の「内閣部内臨時職員設置制中改正ノ件」に基づき、内閣官房の管理下に内閣審議室が設置されたのに伴い、同年11月24日に内閣調査局は廃止された。内閣審議室の事務は内閣副書記官長が管轄した。
内閣審議室はその後、1952年（昭和27年）に調査機能が独立して、内閣総理大臣官房調査室になったほか、1957年（昭和32年）には内閣審議室が廃止され、内閣官房審議室と内閣総理大臣官房審議室に分離した。1986年（昭和61年）7月1日に内閣官房審議室が廃止され、内閣内政審議室と内閣外政審議室とに分離したが、2001年（平成13年）1月6日の中央省庁再編により、内閣内政審議室と内閣外政審議室は廃止され、内閣官房副長官補および内閣官房副長官補室が設置され、政策の企画・立案及び総合調整を担当している。

## 組織
- 総裁（親任官）
- 次長（勅任官）
- 総裁官房
  - 総務室 - 基本的総合的事務
- 総務部 → 第一部 - 戦時的国家総動員関係一般事務
- 調査部 → 第二部 - 生産力拡充関係事務
- 内政部 → 第三部 - 人口政策及び人員動員計画事務
- 産業部 → 第四部 - 物資動員及び生活必需物資の需給統制事務
- 財務部 → 第五部 - 財務担当事務
- 交通部 → 第六部 - 交通動員計画事務
- 科学部 → 第七部 - 科学動員及び科学研究に関する事務

### 沿革
- 1937年（昭和12年）10月 - 企画院発足に伴い、総裁・次長がそれまでの政治任用による兼務からそれぞれ親任官・勅任官となる。
- 1939年（昭和14年）4月 - 第一次改組にて各部署は番号制に変更及び科学部設置。
- 1941年（昭和16年5月 - 第二次改組にて次長直轄の総裁官房総務室設置。
- 1942年（昭和17年）
  - 1月 - 第七部は新制の技術院に移行。
  - 4月 - 第三次改組にて第四部を各庁統一事務にあて、第二部に生産力拡充及び物資動員計画事務をあてた。
  - 11月 - 第四次改正にて六部を五部制に及び減員。
- 1943年（昭和18年）
  - 10月31日 - 企画院が廃止される。企画院の業務は、総合国策及び行政考査、重要予算の統制権については内閣に、国家総動員については軍需省に、国土計画については内務省にそれぞれ移管された。企画院総務室および第一部の主要事務を継承する官職として、内閣書記官長の指揮のもと、内閣参事官（内閣参事官室）が設置される。
- 1944年（昭和19年）
  - 11月1日 - 内閣・陸軍・海軍の間で企画院復活論が台頭したことにより、内閣参事官を廃止して、綜合計画局を設置。
- 1945年（昭和20年）
  - 8月31日 - 綜合計画局が廃止される。
  - 9月1日 - 勅令第503号「内閣調査局官制」に基づき、内閣総理大臣の管理下に内閣調査局が設置される。
  - 11月22日 - 「内閣部内臨時職員設置制中改正ノ件」が公布され、内閣官房の管理下に内閣審議室が設置される。
  - 11月24日 - 内閣審議室が設置されたのに伴い、内閣調査局は廃止される。
- 1952年（昭和27年）
  - 4月9日 - 内閣審議室から調査機能が独立して、内閣総理大臣官房調査室が設置される[8]。
- 1957年（昭和32年） - 内閣審議室が廃止され、内閣官房審議室と内閣総理大臣官房審議室に分離される[8]。
- 1986年（昭和61年）
  - 7月1日 - 内閣官房審議室が廃止され、内閣内政審議室と内閣外政審議室に分離される。
- 2001年（平成13年）
  - 1月6日 - 中央省庁再編により、内閣内政審議室と内閣外政審議室が廃止され、内閣官房副長官補（内閣官房副長官補室）が設置される。

## 人事

### 歴代総裁
| 代              | 氏名 | 氏名                                           | 在職年月日                                             | 退任後の主な公職・役職          |
| --------------- | ---- | ---------------------------------------------- | ------------------------------------------------------ | ------------------------------- |
| 1（企画庁総裁） |      | 結城豊太郎（兼任）                             | 1937年（昭和12年）5月14日 - 1937年（昭和12年）6月4日   | 日本銀行総裁                    |
| 2（企画庁総裁） |      | 広田弘毅（兼任）                               | 1937年（昭和12年）6月10日 - 1937年（昭和12年）10月25日 |                                 |
| 3               |      | 瀧正雄                                         | 1937年（昭和12年）10月25日 - 1939年（昭和14年）1月11日 |                                 |
| 4               |      | 青木一男（1939年（昭和14年） 8月30日から兼任） | 1939年（昭和14年）1月11日 - 1940年（昭和15年）1月16日  | 大東亜大臣、 長野放送会長       |
| 5               |      | 武部六蔵（心得）                               | 1940年（昭和15年）1月16日 - 1940年（昭和15年）1月17日  | 満州国国務院総務長官            |
| 6               |      | 竹内可吉                                       | 1940年（昭和15年）1月17日 - 1940年（昭和15年）7月22日  | 軍需次官                        |
| 7               |      | 星野直樹（1940年（昭和15年） 12月6日から兼任） | 1940年（昭和15年）7月22日 - 1941年（昭和16年）4月4日   | 内閣書記官長                    |
| 8               |      | 鈴木貞一（兼任）                               | 1941年（昭和16年）4月4日 - 1943年（昭和18年）10月8日   | 国務大臣、 大日本産業報国会会長 |
| 9               |      | 安倍源基（心得）                               | 1943年（昭和18年）10月8日 - 1943年（昭和18年）11月1日  | 内務大臣                        |

### 歴代次長
| 代              | 氏名               | 在職年月日                                             | 退任後の主な公職・役職                              |
| --------------- | ------------------ | ------------------------------------------------------ | --------------------------------------------------- |
| 1（企画庁次長） | 井野碩哉           | 1937年（昭和12年）5月14日 - 1937年（昭和12年）9月1日   | 農林次官、農林大臣、法務大臣                        |
| 2（企画庁次長） | 中村敬之進（心得） | 1937年（昭和12年）9月1日 - 1937年（昭和12年）10月25日  | 厚生次官                                            |
| 3               | 青木一男           | 1937年（昭和12年）10月25日 - 1939年（昭和14年）1月11日 | 大東亜大臣、長野放送会長                            |
| 4               | 武部六蔵           | 1939年（昭和14年）1月23日 - 1940年（昭和15年）1月25日  | 満州国国務院総務長官                                |
| 5               | 植村甲午郎         | 1940年（昭和15年）1月25日 - 1940年（昭和15年）8月13日  | 経済団体連合会会長、ニッポン放送会長、 日本航空会長 |
| 6               | 小畑忠良           | 1940年（昭和15年）8月13日 - 1941年（昭和16年）4月7日   | 大政翼賛会事務総長、愛知県知事                      |
| 7               | 宮本武之輔         | 1941年（昭和16年）4月7日 - 1941年（昭和16年）12月24日  |                                                     |
| 8               | 安倍源基           | 1941年（昭和16年）12月27日 - 1943年（昭和18年）11月1日 | 内務大臣                                            |